# Neoleucinodes dissolvens
Neoleucinodes dissolvens är en fjärilsart som beskrevs av Dyar 1914. Neoleucinodes dissolvens ingår i släktet Neoleucinodes och familjen Crambidae. Inga underarter finns listade i Catalogue of Life.